# Scuola antropologica di Cagliari

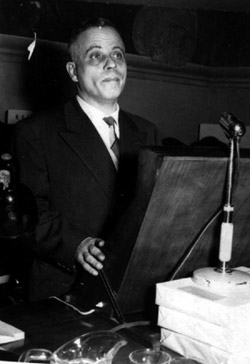
Ernesto de Martino

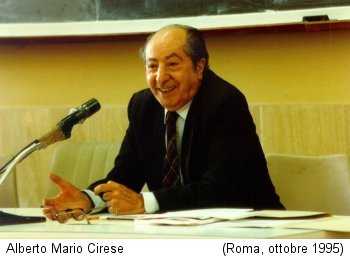
Alberto Mario Cirese

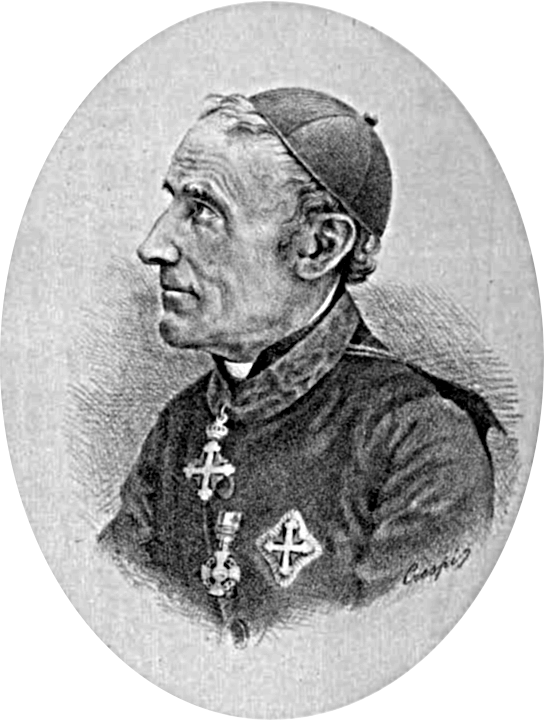
Giovanni Spano

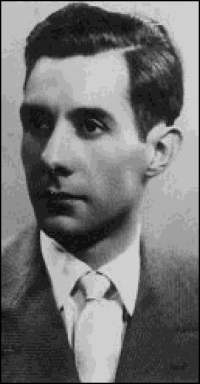
Antonio Pigliaru

Michelangelo Pira

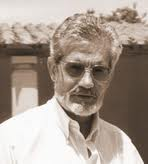
Giulio Angioni

La Scuola antropologica di Cagliari (o Scuola sarda di Antropologia) è una scuola di studi demo-etno-antropologici iniziata da Ernesto de Martino e Alberto Mario Cirese alla fine degli anni '50 del Novecento.

## Storia
Scuola antropologica di Cagliari è denominazione non di istituzione accademica ufficiale, bensì, come accade sovente, di un'aggregazione di studiosi e di esperienze didattiche e di ricerca, in questo caso pluridecennali, fino a oggi. La si individua soprattutto a partire dal 1957-58, quando ha avuto come capostipiti, presenti insieme nell'ormai non più tanto periferico ateneo sardo, Ernesto de Martino (che ha insegnato come ordinario di Etnologia e Storia delle religioni e ha diretto l'Istituto di Studi storici dell'Università degli Studi di Cagliari dal 1957 fino alla morte nel 1965) e Alberto Mario Cirese (che vi ha insegnato quindici anni dal 1958 al 1973) e poi, come loro diretti collaboratori e prosecutori, Clara Gallini, Giulio Angioni, Enrica Delitala, Chiarella Rapallo, Placido Cherchi, Pietro Clemente, Carla Paquinelli, Pier Giorgio Solinas, e in seguito ancora parecchi altri docenti più giovani, come Gabriella Da Re, Luisa Orrù, Paola Atzeni, Giannetta Corriga, Benedetto Caltagirone, Felice Tiragallo, Filippo Zerilli.
Se ne possono individuare alcuni principali e più diretti precursori, quali l'antropo-archeologo ottocentesco Giovanni Spano (che è stato in stretto e continuo contatto coi maggiori studiosi dell'epoca, in particolare con Costantino Nigra, Giuseppe Pitrè, Paolo Mantegazza), e poi, nel Novecento, l'etno-linguista tedesco Max Leopold Wagner, esponente della scuola Woerter und Sachen e massimo esperto della lingua e della vita rustica sarde, l'antropogeagrafo francese Maurice Le Lannou, studioso attento della vita agropastorale dell'isola, giuntovi da dottorando negli anni Trenta del Novecento, come tanti altri giovani studiosi ancora oggi. Da secoli le vere quanto le presunte arcaicità ed esoticità della Sardegna attraggono curiosità soprattutto etno-antropologiche. In contatto con la scuola sarda sono stati, già alle sue origini, l'etnologo Franco Cagnetta e quindi il cineasta Vittorio De Seta. All'impianto accademico della scuola hanno partecipato i filosofi Paolo Rossi, Pietro Rossi, Carlo Augusto Viano e in seguito Giuliano Gliozzi, l'archeologo e storico dell'arte Ranuccio Bianchi Bandinelli, il germanista Cesare Cases (amico intimo di de Martino, del quale ha sposato l'allieva cagliaritana Anna Baggiani), tutti docenti all'Università di Cagliari, e poi altri meno stanziali come Cecilia Gatto Trocchi, alcuni etno-musicologi e antropologi italiani come Pietro Sassu, Diego Carpitella, l'americano Alan Lomax e il danese Andreas Fridolin Weis Bentzon, Gianni Bosio, Cesare Bermani, Giovanna Marini, studiosi locali come gli antropologi sardi non accademici Raffaello Marchi e Bachisio Bandinu.
La scuola ha sempre avuto e ha ancora importanti collegamenti nazionali e internazionali, alle sue origini in particolare con la Scuola romana di Storia delle Religioni di Raffaele Pettazzoni e Angelo Brelich, e in seguito, per esempio, con la scuola francese di André Leroi-Gourhan o con le scuole tedesche di Tubinga (Herrmann Bausinger) e di Gottinga (Rudolf Schenda).
Negli anni '70 del Novecento, con l'istituzione della Facoltà di Magistero e poi di Lettere all'Università di Sassari, allievi o collaboratori degli esponenti della Scuola antropologica di Cagliari prendevano incarichi accademici d'insegnamento e di ricerca in ambito demo-etno-antropologico: Francesco Alziator, Mario Atzori, Maria Margherita Satta, Gabriella Mondardini, Franco Lai, Tomasino Pinna.
Altri migravano intanto in università del continente: Pier Giorgio Solinas e Pietro Clemente all'Università di Siena con Alberto Mario Cirese che poi termina la sua carriera a "La Sapienza" di Roma, dove gli succede Pietro Clemente che termina la sua nel 2012 all'Università di Firenze, Clara Gallini all'Orientale di Napoli (e in seguito lei pure a "La Sapienza" di Roma) come poi anche Carla Pasquinelli e così via altri, anche fuori d'Italia. Nel 1985, con i colleghi Tullio Seppilli dell'Università di Perugia e con Pier Giorgio Solinas dell'Università di Siena, Giulio Angioni ha organizzato, in consorzio a tre con l'Università di Cagliari, il primo dottorato di ricerca in Italia in Metodologie della Ricerca etno-antropologica.
Il complesso delle attività e degli interessi della scuola si caratterizza per la interdisciplinarità e ancor più per la transdisciplinarità, oltre che per il pluralismo e il relativismo tematico, teorico e metodologico: Cirese amava ripetere che le teorie e i metodi si usano per quanto si riesce a praticarli con profitto. Già i due capostipiti si sentivano, l'uno, de Martino, come un esponente dello storicismo alla Benedetto Croce (del quale, scherzando ma non troppo, si dichiarava esecutore testamentario); l'altro, Cirese, si considerava non tanto uno strutturalista, quanto piuttosto un praticante e sostenitore delle analisi formali, sincroniche quanto diacroniche: ma entrambi sono stati anche studiosi appassionati di Antonio Gramsci. Storicismo e strutturalismo si sono incontrati e scontrati all'inizio, in Italia, forse soprattutto nei seminari e nelle riunioni informali di accademici cagliaritani a partire dagli anni '50.
Del resto, questa scuola non sarebbe ben identificabile senza i rapporti e le interazioni dovute alla presenza all'Università di Cagliari, in anni di fortunata eccellenza, di letterati come Giuseppe Petronio, Carlo Salinari e Alberto Asor Rosa, di pedagogisti come Aldo Capitini, dei filosofi già citati a cui bisogna aggiungere almeno Ludovico Geymonat, di storici del teatro come Mario Baratto e Guido Davico Bonino, di linguisti come Luigi Rosiello e Paolo Ramat, di storici dell'arte come Gillo Dorfles e Corrado Maltese e di artisti come Tonino Casula o Maria Lai o Pinuccio Sciola, di storici come Paolo Spriano e Giuliano Procacci e come i più giovani Giangiacomo Ortu e Luciano Marrocu, oltre che di sociologi come Anna Anfossi, Anna Oppo, Benedetto Meloni. Questi e altri studiosi presenti all'Università di Cagliari si riunivano periodicamente come Circolo Filologico-linguistico-antropologico Cagliaritano.
I temi, i metodi e le teorie che hanno interessato la cerchia di studiosi della scuola sono i più vari anche nel corso del tempo, a partire a volte dai dati dell'etnografia sarda e dalle trasformazioni della vita nell'isola e altrove: dall'antropologia giuridica (Antonio Pigliaru) a quella religiosa (de Martino, Gallini, Delitala), a quella economica (Angioni, Gallini, Solinas), a quella linguistica (Pira) o storica (Gliozzi, valido studioso della prima antropologia moderna seguita alla scoperta dell'America), all'antropologia generale marxiano-gramsciana, già fondante e rifondante nei suoi due capostipiti, allo strutturalismo lévi-straussiano, di cui Cirese fu un anticipatore in Italia. Ed è il caso di sottolineare la forza ancora operante del pensiero e delle opere di Ernesto de Martino.
Ai suoi primi tempi, nel 1967, nel suo ambito si è ideato e organizzato il primo convegno internazionale di studi su Antonio Gramsci, tenutosi a Cagliari.
Nel suo ambito sono nati periodici specialistici diversi, tra cui il Bollettino del Repertorio e dell'Atlante Demologico Sardo (BRADS), fondato e diretto da Alberto Mario Cirese e poi da Enrica Delitala, e la rivista internazionale Europaea - Journal des Européanistes - Journal of the Europeanists, diretta da Giulio Angioni, l'esponente di più lungo corso nella sede sarda, ricercatore e docente dal 1966 al 2011, per trent'anni direttore dell'Istituto di Discipline socio-antropologiche e del Dipartimento di Filosofia e Teoria delle Scienze umane dell'Università di Cagliari.
Un'emanazione istituzionale della Scuola antropologica di Cagliari è l'Istituto superiore regionale etnografico (ISRE) di Nuoro.

## Curiosità
Come racconta anche Placido Cherchi nell'intervista a Pietro Angelini, il cagliaritano Hotel Jolly-Regina Margherita è stato per decenni residenza dei pendolari accademici che vi tenevano anche cenacolo culturale, con forti dispute e tenaci amicizie e inimicizie. Le presenze erano di regola a settimane alterne. Cirese fu citato, nei mesi dell'Autunno Caldo del 1969, dall'allora popolare settimanale "L'Espresso", come pendolare modello in un panorama accademico giudicato assenteista. De Martino vi covava le sue personali crisi della presenza, soprattutto in forma di angoscia territoriale, da pœna insularis ogni sera generata dalla vista dell'"ultimo aeromobile in transito".
Forse anche perché detto "Il Filosofo", alla cerchia ristretta e ambita del "Cenacolo del Jolly" era ammesso l'allenatore del grande Cagliari dello scudetto 1969-'70, Manlio Scopigno, che disputava volentieri di approcci sincronici, diacronici e pancronici anche fuori del calcio giocato e parlato.
De Martino alla sua morte ha lasciato la sua biblioteca personale all'Università di Cagliari, che da ultimo l'ha donata a sua volta alla neocostituita "Fondazione Internazionale Ernesto de Martino" di Roma.